# Joseph R. West
Pour les articles homonymes, voir Joseph West et West.
Joseph Rodman West (19 septembre 1822 – 31 octobre 1898) est un officier et homme politique américain. Il participe à la guerre américano-mexicaine puis à la guerre de Sécession sous les couleurs de l'Union. 
Brigadier-général, il donne l'ordre d’arrêter le chef apache Mangas Coloradas, venu négocier la paix à Fort McLane au Nouveau-Mexique durant l'été 1862. Celui-ci est torturé, fusillé, décapité et son crâne envoyé à New York.
En 1871, il est élu au Sénat des États-Unis pour la Louisiane.

## Biographie
Joseph Roadman West est né le 19 septembre 1822 à La Nouvelle-Orléans mais grandit à Philadelphie. Il étudie à l'université de Pennsylvanie pendant deux ans puis retourne à La Nouvelle-Orléans en 1841. Il participe à la guerre américano-mexicaine puis s'installe en Californie où il travaille comme journaliste et éditeur de journaux.
Lorsque éclate la guerre de Sécession en 1861, West est nommé lieutenant colonel du 1er régiment de volontaires de Californie et participe à la campagne du Nouveau-Mexique contre les forces du général confédéré Henry Hopkins Sibley. Il est promu au  grade de colonel le 1er juin 1862 puis brigadier général des volontaires le 25 octobre de la même année. En 1863, il prend la tête du département de l'Arizona et conduit des raids victorieux contre les Apaches. En avril 1864, il prend le commandement de la  2e division du VIIe corps et participe à la campagne de la Red River.
Après la guerre, il est breveté major général des volontaires, puis quitte l'armée et s'installe à La Nouvelle-Orléans. Il est élu au Sénat des États-Unis pour la Louisiane en 1871 sous les couleurs du Parti républicain et sert jusqu'en 1877.
Il meurt à Washington le 31 octobre 1898 et est enterré au cimetière  national d'Arlington.